# 神宅駅
神宅駅（かんやけえき）は、かつて徳島県板野郡上板町神宅に存在した日本国有鉄道（国鉄）鍛冶屋原線の駅（廃駅）である。電報略号は、カン。

## 歴史
- 1923年（大正12年）2月15日：阿波電気軌道（後の阿波鉄道）池谷 - 鍛冶屋原間開業と同時に開設[1]。
- 1933年（昭和8年）7月1日：阿波鉄道が国有化され国鉄阿波線の駅となる[2]。
- 1943年（昭和18年）11月1日：レール供出のため営業休止[3]。
- 1947年（昭和22年）7月15日：営業再開[4]。
- 1963年（昭和38年）4月1日：業務委託駅となる（日本交通観光社に委託）[5]。
- 1972年（昭和47年）1月16日：鍛冶屋原線廃線と同時に廃止[6]。

## 駅周辺
当項では廃止後の周辺施設や道路を解説する。
- 徳島県道12号鳴門池田線
- 徳島板野警察署上板町神宅駐在所
- 神宅郵便局
- 上板町立神宅小学校

## 現況
駅跡は現在では徳島バス神宅バス停となり、小さな公園が整備されている。

## 隣の駅
日本国有鉄道
鍛冶屋原線
羅漢駅 - 神宅駅 - 鍛冶屋原駅